# Formule d'Abel-Plana
En mathématiques, la formule d'Abel-Plana est une formule de sommation découverte indépendamment par Niels Henrik Abel (en 1823) et Giovanni Antonio Amedeo Plana (en 1820). Elle établit que 
{\displaystyle \sum _{n=0}^{+\infty }f(a+n)=\int _{a}^{+\infty }f(x)\mathrm {d} x+{\frac {f(a)}{2}}+\int _{0}^{\infty }{\frac {f(a-\mathrm {i} x)-f(a+\mathrm {i} x)}{\mathrm {i} \left(\mathrm {e} ^{2\pi x}-1\right)}}\mathrm {d} x}
Pour le cas {\displaystyle a=0} on a :
{\displaystyle \sum _{n=0}^{\infty }f(n)={\frac {1}{2}}f(0)+\int _{0}^{+\infty }f(x)\,\mathrm {d} x+\mathrm {i} \int _{0}^{+\infty }{\frac {f(\mathrm {i} t)-f(-\mathrm {i} t)}{\mathrm {e} ^{2\pi t}-1}}\,\mathrm {d} t.}
Cette formule est vraie pour les fonctions ƒ qui sont holomorphes dans la région Re(z) ≥ 0, et satisfaire une condition de croissance appropriée dans cette région ; par exemple, il suffit de supposer que |ƒ| est borné par C/|z|1+ε dans cette région pour certaines constantes C, ε > 0, bien que la formule soit également valable sous des limites beaucoup plus faibles (Olver 1997, p.290).
Un exemple est fourni par la fonction zêta de Hurwitz :
{\displaystyle \zeta (s,\alpha )=\sum _{n=0}^{+\infty }{\frac {1}{(n+\alpha )^{s}}}={\frac {\alpha ^{1-s}}{s-1}}+{\frac {1}{2\alpha ^{s}}}+2\int _{0}^{\infty }{\frac {\sin \left(s\arctan {\frac {t}{\alpha }}\right)}{(\alpha ^{2}+t^{2})^{\frac {s}{2}}}}{\frac {\mathrm {d} t}{\mathrm {e} ^{2\pi t}-1}},}
qui est vérifiée pour tout {\displaystyle s\in \mathbb {C} -\{1\}}.
Abel a également donné la variation suivante pour les séries alternées :
{\displaystyle \sum _{n=0}^{+\infty }(-1)^{n}f(n)={\frac {1}{2}}f(0)+\mathrm {i} \int _{0}^{+\infty }{\frac {f(\mathrm {i} t)-f(-\mathrm {i} t)}{2\sinh(\pi t)}}\,\mathrm {d} t,}
qui est lié à la formule de sommation de Lindelöf 
{\displaystyle \sum _{k=m}^{+\infty }(-1)^{k}f(k)=(-1)^{m}\int _{-\infty }^{+\infty }f\left(m-{\frac {1}{2}}+\mathrm {i} x\right){\frac {\mathrm {d} x}{2\cosh(\pi x)}}.}

## Preuve
Soit{\displaystyle f} holomorphe sur {\displaystyle \Re (z)\geq 0}, tel que {\displaystyle f(0)=0}, on a {\displaystyle f(z)=O(|z|^{k})} et pour {\displaystyle \operatorname {arg} (z)\in ]-\beta ,\beta [}, on a {\displaystyle f(z)=O(|z|^{-1-\delta })}. On prend {\displaystyle a=\mathrm {e} ^{\mathrm {i} \beta /2}} avec le théorème des résidus
{\displaystyle \int _{a^{-1}\infty }^{0}+\int _{0}^{a\infty }{\frac {f(z)}{\mathrm {e} ^{-2\mathrm {i} \pi z}-1}}\,\mathrm {d} z=-2\mathrm {i} \pi \sum _{n=0}^{\infty }\operatorname {Res} _{z=n}\left({\frac {f(z)}{\mathrm {e} ^{-2\mathrm {i} \pi z}-1}}\right)=\sum _{n=0}^{\infty }f(n).}
Alors
{\displaystyle {\begin{aligned}\int _{a^{-1}\infty }^{0}{\frac {f(z)}{\mathrm {e} ^{-2i\pi z}-1}}\,\mathrm {d} z&=-\int _{0}^{a^{-1}\infty }{\frac {f(z)}{\mathrm {e} ^{-2\mathrm {i} \pi z}-1}}\,\mathrm {d} z\\&=\int _{0}^{a^{-1}\infty }{\frac {f(z)}{\mathrm {e} ^{2\mathrm {i} \pi z}-1}}\,\mathrm {d} z+\int _{0}^{a^{-1}\infty }f(z)\,\mathrm {d} z\\&=\int _{0}^{\infty }{\frac {f(a^{-1}t)}{\mathrm {e} ^{2\mathrm {i} \pi a^{-1}t}-1}}\,\mathrm {d} (a^{-1}t)+\int _{0}^{\infty }f(t)\,\mathrm {d} t.\end{aligned}}}
En utilisant le théorème intégral de Cauchy pour la dernière intégrale
{\displaystyle \int _{0}^{a\infty }{\frac {f(z)}{\mathrm {e} ^{-2\mathrm {i} \pi z}-1}}\,\mathrm {d} z=\int _{0}^{\infty }{\frac {f(at)}{\mathrm {e} ^{-2\mathrm {i} \pi at}-1}}\,\mathrm {d} (at),}
obtenant ainsi{\displaystyle \sum _{n=0}^{\infty }f(n)=\int _{0}^{\infty }\left(f(t)+{\frac {a\,f(at)}{\mathrm {e} ^{-2\mathrm {i} \pi at}-1}}+{\frac {a^{-1}f(a^{-1}t)}{\mathrm {e} ^{2\mathrm {i} \pi a^{-1}t}-1}}\right)\,\mathrm {d} t.}
Cette identité reste vraie par prolongement analytique partout où l'intégrale converge, donc en faisant tendre {\displaystyle a\to \mathrm {i} } on obtient la formule d'Abel-Plana
{\displaystyle \sum _{n=0}^{\infty }f(n)=\int _{0}^{\infty }\left(f(t)+{\frac {\mathrm {i} \,f(\mathrm {i} t)-\mathrm {i} \,f(-\mathrm {i} t)}{\mathrm {e} ^{2\pi t}-1}}\right)\,\mathrm {d} t.}
Le cas ƒ (0) ≠ 0 s'obtient de manière similaire en remplaçant {\textstyle \int _{a^{-1}\infty }^{a\infty }{\frac {f(z)}{\mathrm {e} ^{-2\mathrm {i} \pi z}-1}}\,\mathrm {d} z} par deux intégrales le long des mêmes courbes avec un petit écart à gauche et à droite de 0.

## Lien avec la formule d'Euler-Maclaurin
En développant sous forme de série entière le terme {\textstyle {\frac {1}{{\rm {e}}^{2\pi z}-1}}} dans l'intégrande, on peut retrouver la formule d'Euler-Maclaurin.

## Applications
La formule d'Abel-Plana a été utilisée comme alternative à la formule d'Euler-Maclaurin dans le calcul de séries divergentes, notamment celles apparaissant dans l'électrodynamique quantique.